# 大渡河路

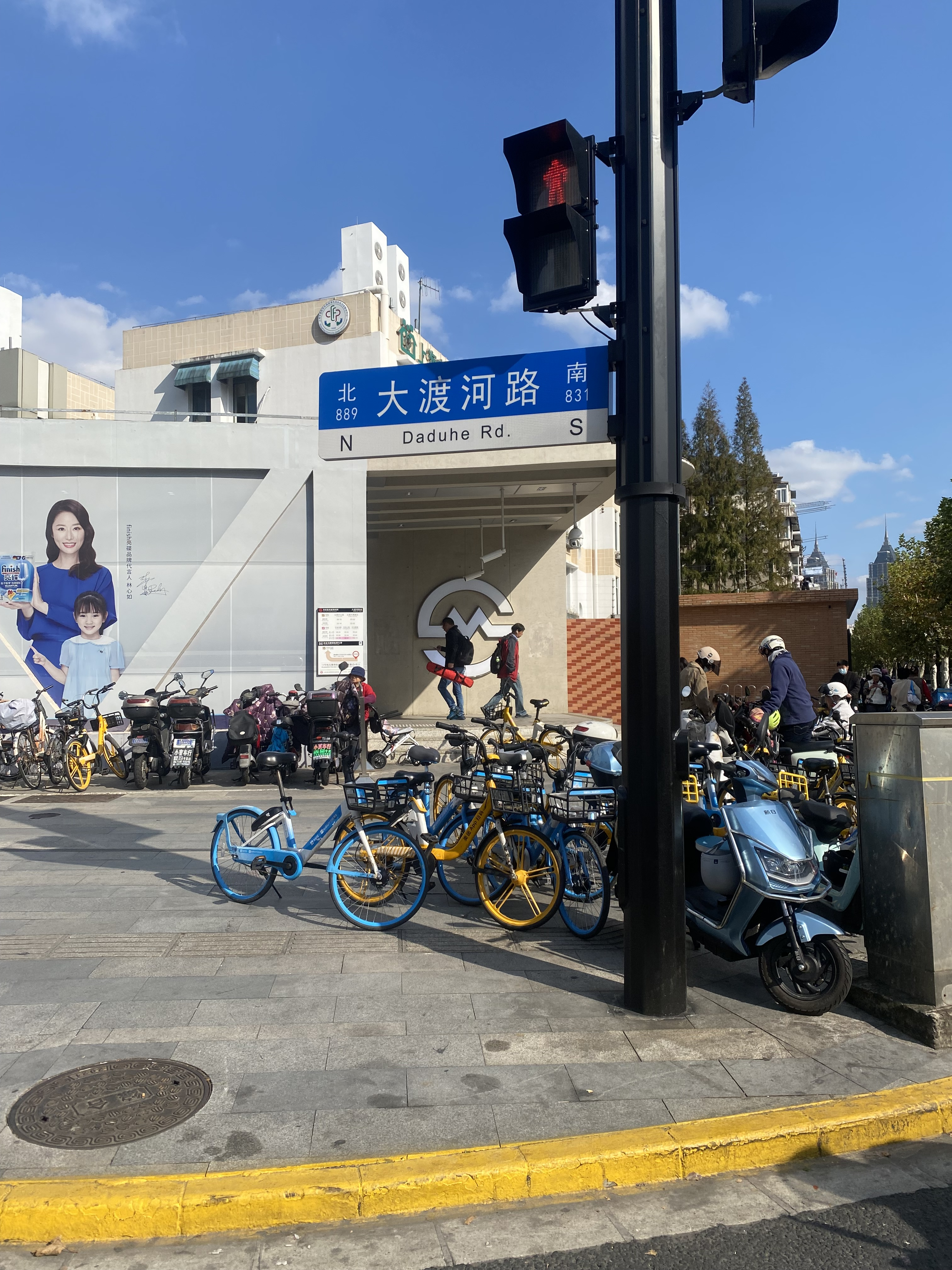
大渡河路金沙江路路口

大渡河路是中華人民共和國上海市普陀區一條南北走向道路，北至桃浦路，南至蘇州河，通過古北路橋與古北路相連。道路長度為3586米，名稱來源自大渡河，道路始建於1953年。1990年代初期道路向北延伸至桃浦路。道路北端途徑上海市普陀区图书馆，南端途徑長風公園。